# Powidoki – magazyn artystyczno-naukowy
Powidoki – magazyn artystyczno-naukowy wydawany przez Akademię Sztuk Pięknych im. Władysława Strzemińskiego w Łodzi (wydanie papierowe). Pismo poświęcone jest znaczącym wydarzeniom artystycznym i naukowym, zawiera krytyczne teksty o sztuce i projektowaniu oraz wywiady z wybitnymi postaciami kultury i szkolnictwa wyższego z Polski i zagranicy. Tytuł pisma nawiązuje do twórczości Władysława Strzemińskiego – artysty, teoretyka sztuki i dydaktyka, jednego z najradykalniejszych twórców związanych z awangardą dwudziestolecia międzywojennego w Polsce oraz do jego „powidoków” – kluczowego pojęcia w teorii widzenia Strzemińskiego – wykorzystanego w jego cyklu obrazów solarystycznych zwanych powidokami światła. Magazyn jest recenzowany, wydawany cyklicznie. Współpracuje m.in. z: Muzeum Sztuki w Łodzi, Akademickim Centrum Designu, Centralnym Muzeum Włókiennictwa w Łodzi czy Szkołą Filmową w Łodzi.

## Historia
Pismo zostało założone w 2019 w Akademii Sztuk Pięknych im. Władysława Strzemińskiego w Łodzi z inicjatywy prof. Jolanty Rudzkiej-Habisiak – rektorki ASP (2012–2020). W latach 2019–2021 magazyn prowadzony był przez redaktorkę naczelną dr Martę Ostajewską. Od 2022 stanowisko redaktora naczelnego objął Bogusław Deptuła. W latach 2019–2020 redaktorem merytorycznym magazynu był prof. Grzegorz Sztabiński. Projekt graficzny magazynu, autorstwa dr hab. Przemysława Hajka – dyrektora artystycznego magazynu – zdobył kilka prestiżowych nagród m.in. w 2019 wyróżnienie na Ogólnopolskim Przeglądzie Graficznym, w 2022 srebrny medal na międzynarodowym konkursie A’Design Award we Włoszech, w 2023 znalazł się wśród finalistów 13. przeglądu Communication Arts w kategorii typografia. W 2022 pismo znalazło się na ministerialnej liście czasopism punktowanych.

## Rada Naukowa
- dr hab. Przemysław Wachowski – rektor Akademii Sztuk Pięknych im. Władysława Strzemińskiego w Łodzi
- Aneta Dalbiak – dyrektorka Centralnego Muzeum Włókiennictwa w Łodzi
- prof. Ryszard W. Kluszczyński – kierownik Zakładu Mediów Elektronicznych / Uniwersytet Łódzki
- Jarosław Suchan – dyrektor Muzeum Sztuki w Łodzi (2006–2021)
- prof. Victoria Vesna – Uniwersytet Kalifornijski, Los Angeles
- prof. Marek Wagner – Akademia Sztuk Pięknych im. Władysława Strzemińskiego w Łodzi
- Hiroko Watanabe – artystka japońska, założycielka Katedry Tkaniny na Uniwersytecie Artystycznym Tama, Tokio

## Redakcja
- Bogusław Deptuła – redaktor naczelny
- dr hab. Przemysław Hajek – dyrektor artystyczny[12]
- Izabela Bloch – sekretarz redakcji
- Aneta Wieczorek – korekta językowa
- Elżbieta Rodzeń-Leśnikowska – tłumaczka języka angielskiego

Źródło

### Redaktorzy tematyczni
- prof. Grzegorz Sztabiński (Re-konstruktywizm)
- prof. Jolanta Rudzka-Habisiak (Sploty)
- prof. Ryszard Kluszczyński (Nowe media)
- prof. Mariusz Włodarczyk (Ecodesign)
- dr hab. Artur Chrzanowski, prof. uczelni (Odbicia)
- dr hab. Olga Podfilipska-Krysińska, prof. uczelni (Design PL)

Źródło

### Współpraca
- Justyna Muszyńska-Szkodzik – korekta językowa
- Renata Włostowska – korekta językowa
- Aleksandra Bukowczyk-Stranz – tłumaczka języka angielskiego
- Joanna Hrabec – promocja
- Adam Zaremba – obsługa IT
- Jarosław Darnowski – dokumentacja fotograficzna, film
- Sebastian Komicz – sesje foto
- Paweł Napieraj – dokumentacja fotograficzna

## Nagrody i wyróżnienia
- Wyróżnienie na Ogólnopolskim Przeglądzie Graficznym / Polish Graphic Design Awards 2019 / kategoria: projekt magazynu
- Srebrny medal na międzynarodowym konkursie A’Design Award, Włochy / kategoria: Print and Published Media
- Finalista XIII międzynarodowego przeglądu graficznego Communcation Arts, USA / kategoria: typografia

## Galeria

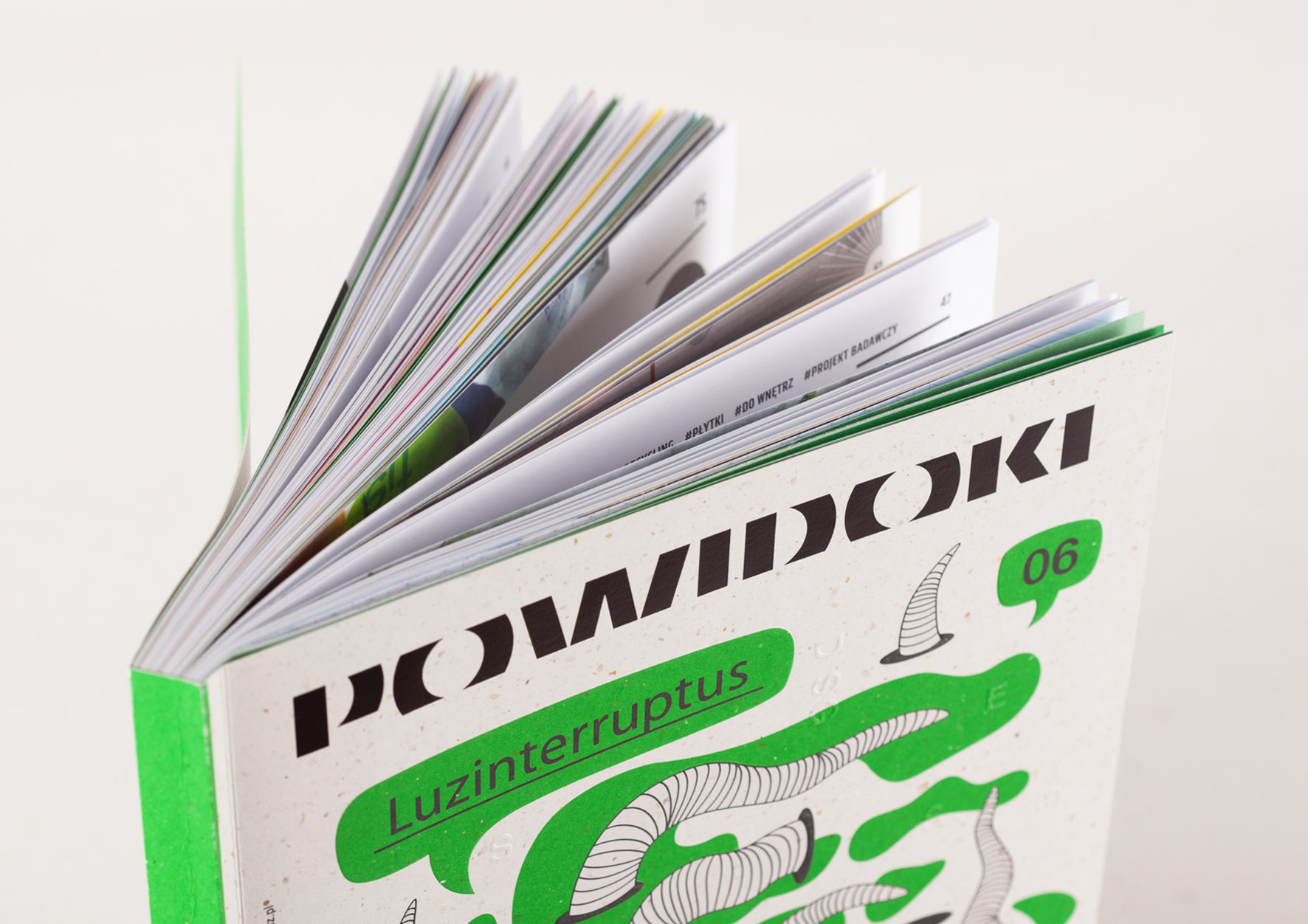
Ecodesign, fot. P. Hajek
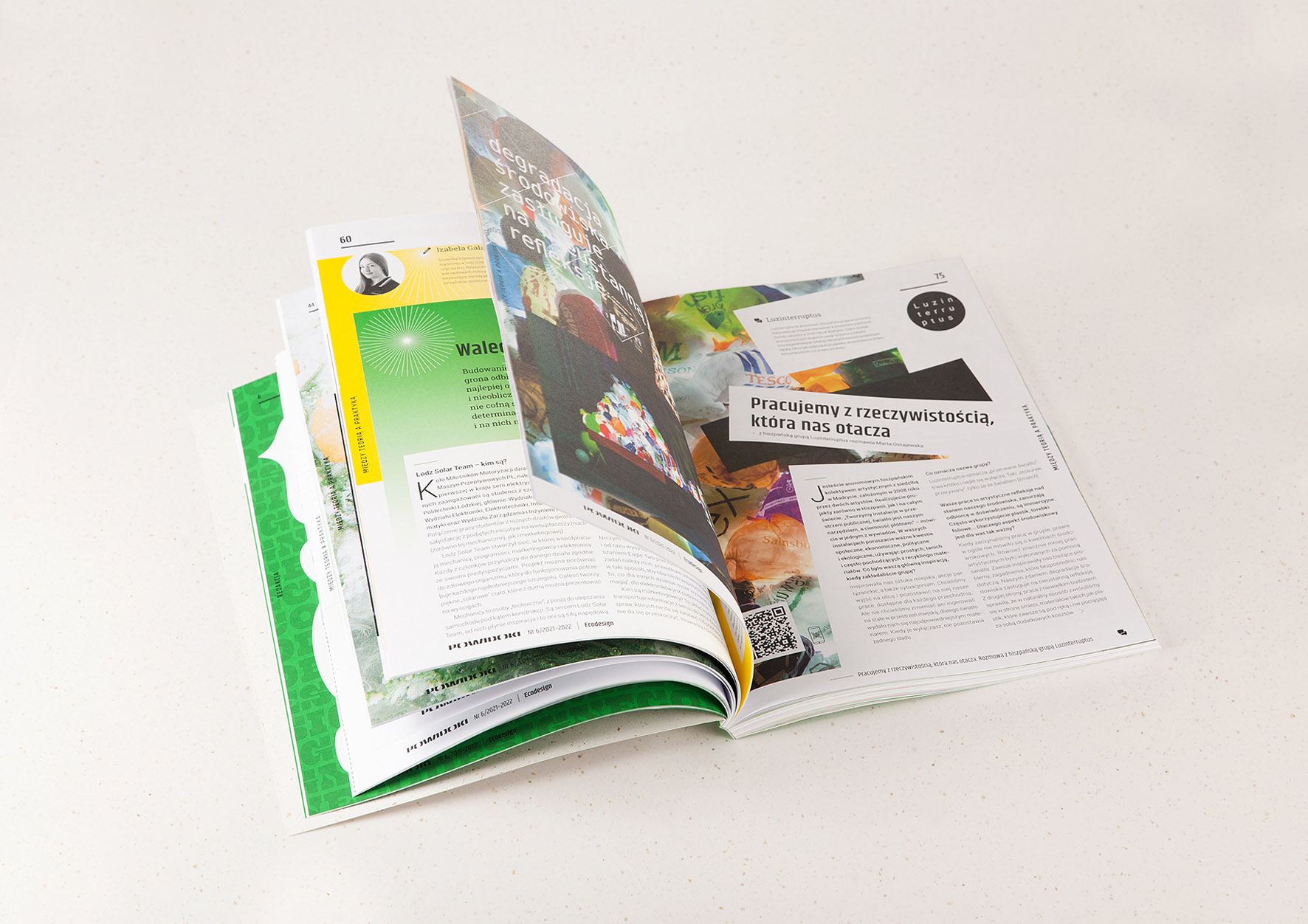
Ecodesign, fot. P. Hajek
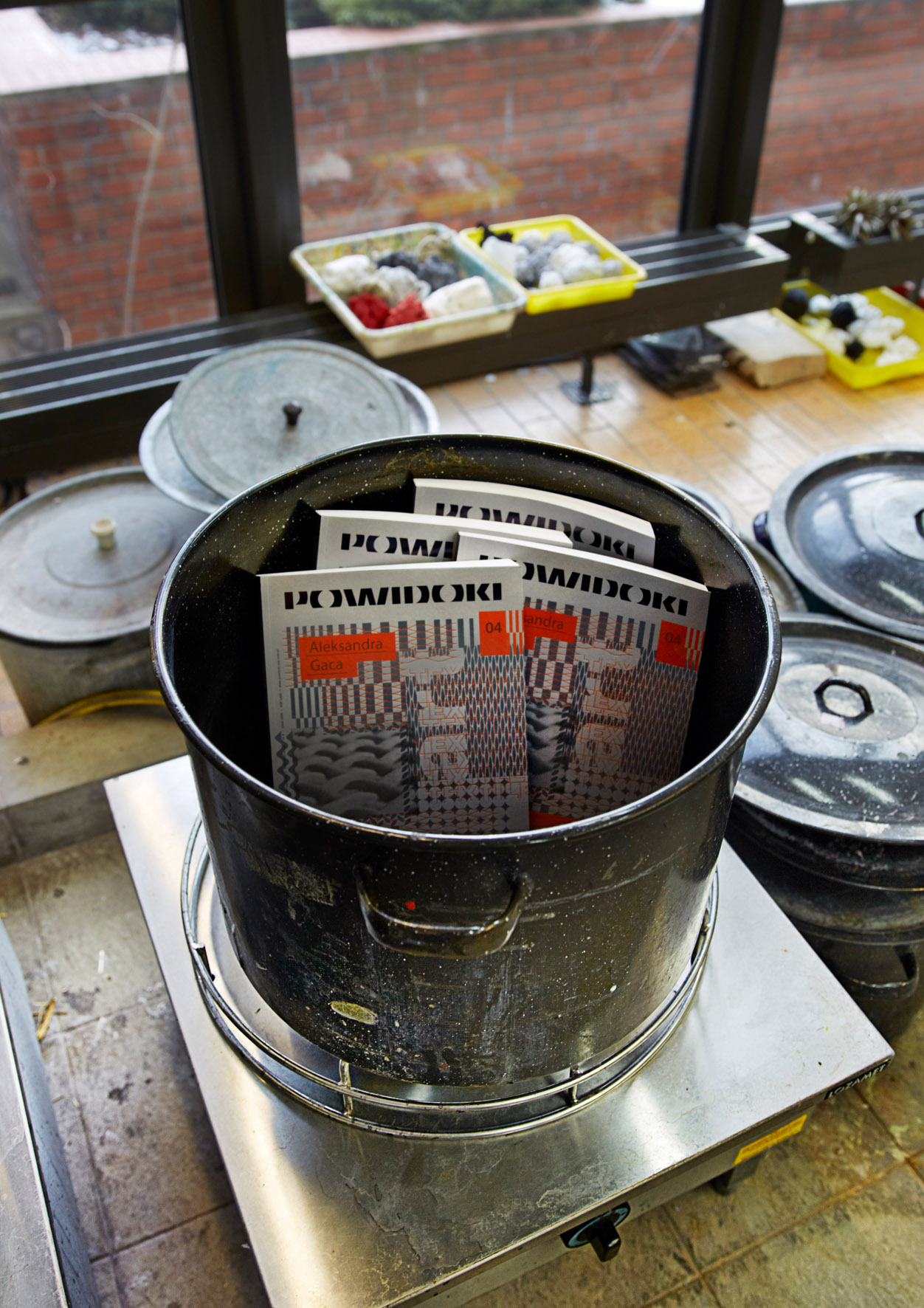
Sploty, fot. S. Komicz
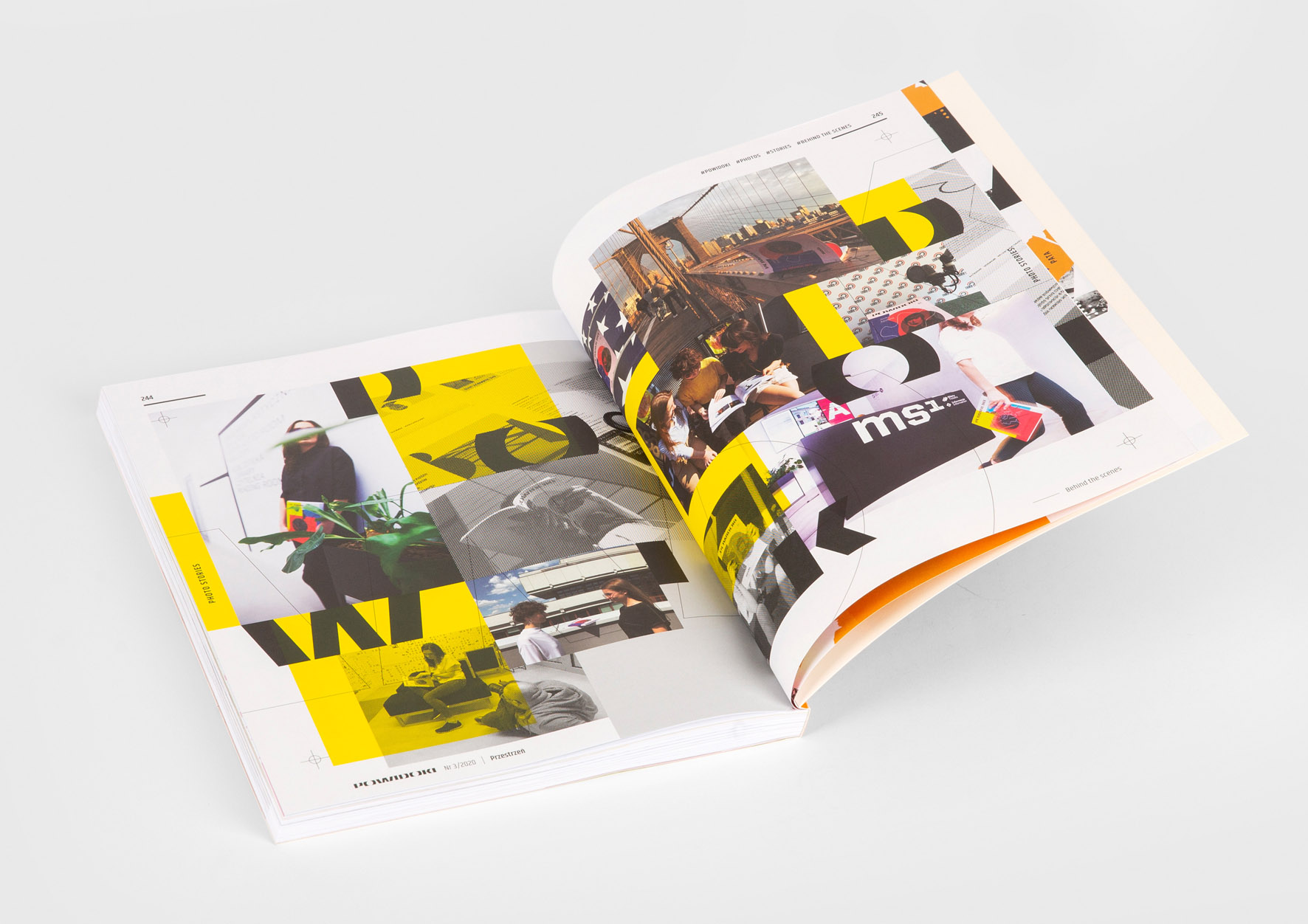
Przestrzeń, fot. P. Hajek
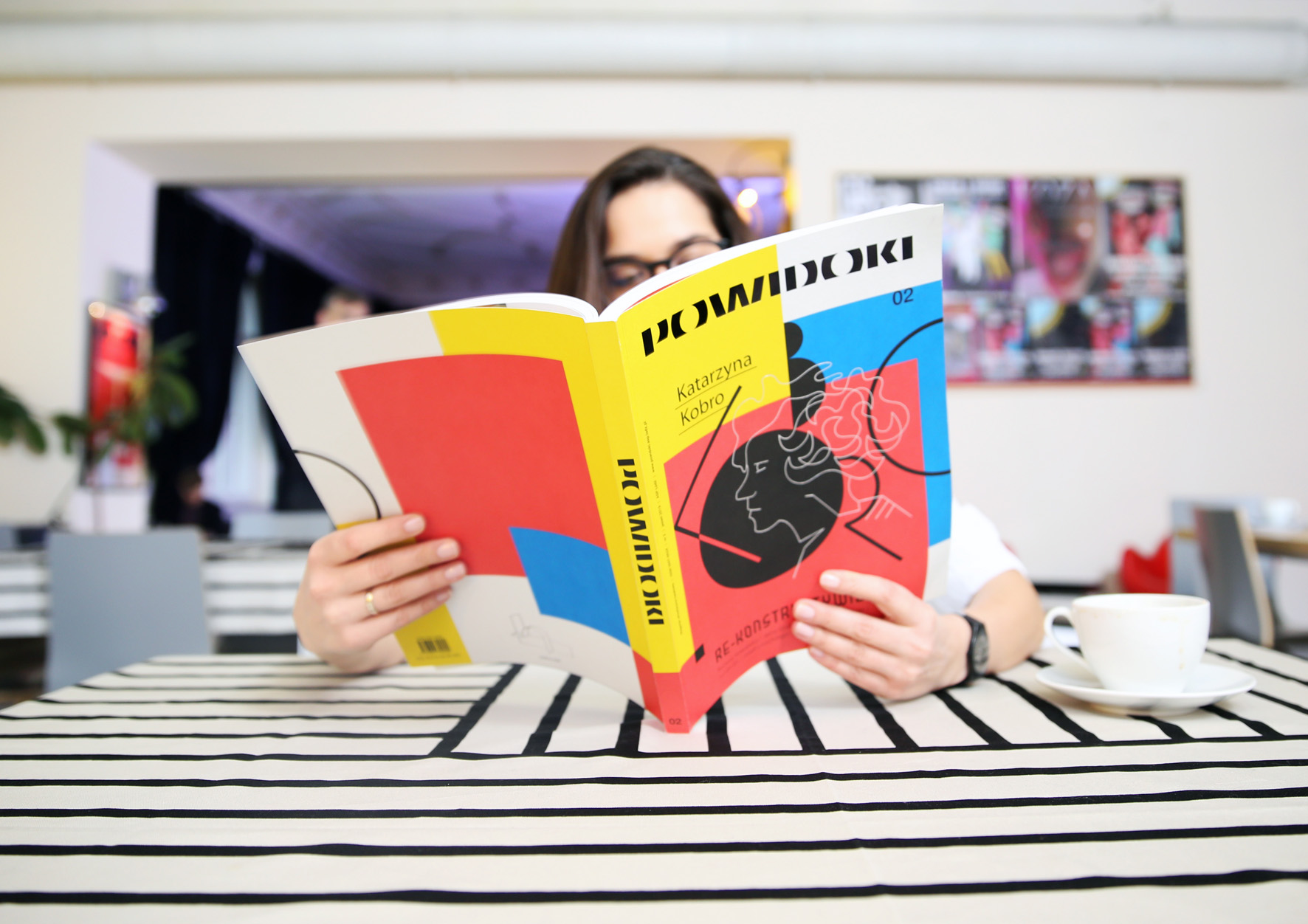
Re-konstruktywizm, fot. S. Komicz